# Пады (село, Саратовская область)
Пады́ — село в составе Октябрьского сельского поселения Балашовского района Саратовской области.

## География
Расположено на берегу реки Хопёр.

## История
Известно с конца XVII века. В 1691 г. Лев Кириллович Нарышкин получил во владение огромные земли на Узе, Вороне, Хопре, Медведице и Елани, а также многочисленных крепостных. В Саратовской губернии получили земли боярин Василий Фёдорович и другие Нарышкины. Они переселяли сюда своих крепостных из центральной России, образовывали «новоселитвенные сёла». По пятой ревизии у Нарышкиных в Саратовской губернии было уже 30 сёл и деревень да более 30 тысяч душ мужского пола.
Пады (первоначальное название Белавин) своим происхождением также обязаны представителю рода Нарышкиных, двоюродному брату Петра I — Александру Львовичу Нарышкину, получившему в 1721 году земли, на которых сейчас расположены сёла Пады и Котоврас, и переселившему сюда из-под Каширы и Мурома крепостных крестьян. И с этого времени семь поколений этого знатного рода владели землями, на которых сейчас расположено село Пады.

## Происхождение названия села
Название произошло от слова падь — понижение на местности.

## Инфраструктура
В настоящее время на территории располагается санаторий Пады и детский лагерь Пады.

## Достопримечательности
- Частично сохранившаяся усадьба Нарышкиных —  памятник архитектуры под названием «Усадьба, в которой в 1850—1860 гг. после возвращения из ссылки работал управляющим декабрист Беляев Александр Петрович»[5]. Усадьба Нарышкиных «Раздолье» окончательно сформировалась во второй половине XIX века, когда имением по достижении своего совершеннолетия стал владеть единственный наследник Льва Кирилловича Нарышкина — Василий Львович, старший брат которого погиб на Кавказе в годы своей военной службы. В период расцвета усадьбы на её территории располагался ряд хозяйственных построек, была возведена водонапорная башня, проложен водопровод, в начале аллеи устроен фонтан, выстроены резные беседки[2]. В 2019 году усадьба Нарышкиных включена в программу спикера Госдумы Вячеслава Володина по сохранению памятников историко-культурного наследия[6], а в начале 2021 года проект ремонтно-реставрационных работ был одобрен Главгосэкспертизой России[7].
- Краеведческий музей. Расположен в деревянном здании бывшей нарышкинской метеостанции, открыт в 1974 году[6].
- Парк Славы на территории снесённого старого храма с монументом погибшим в боях Великой Отечественной войны, с гранитными мемориальными досками с фамилиями 437 фронтовиков, с памятником Герою Советского Союза В. И. Певунову[6].

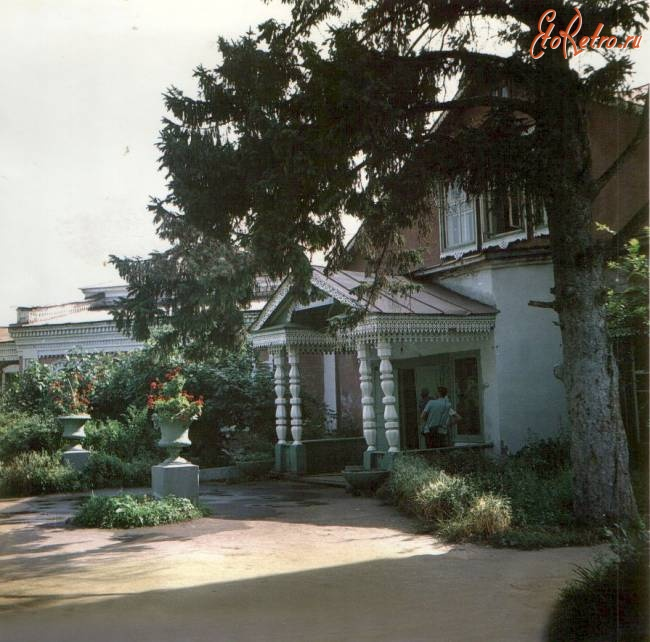
Дом Нарышкиных
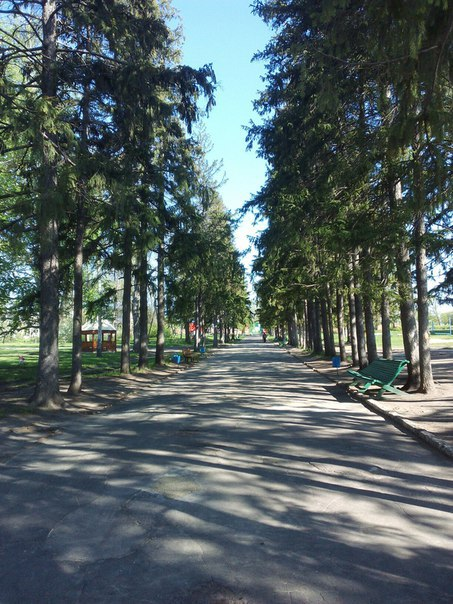
Парк санатория Пады
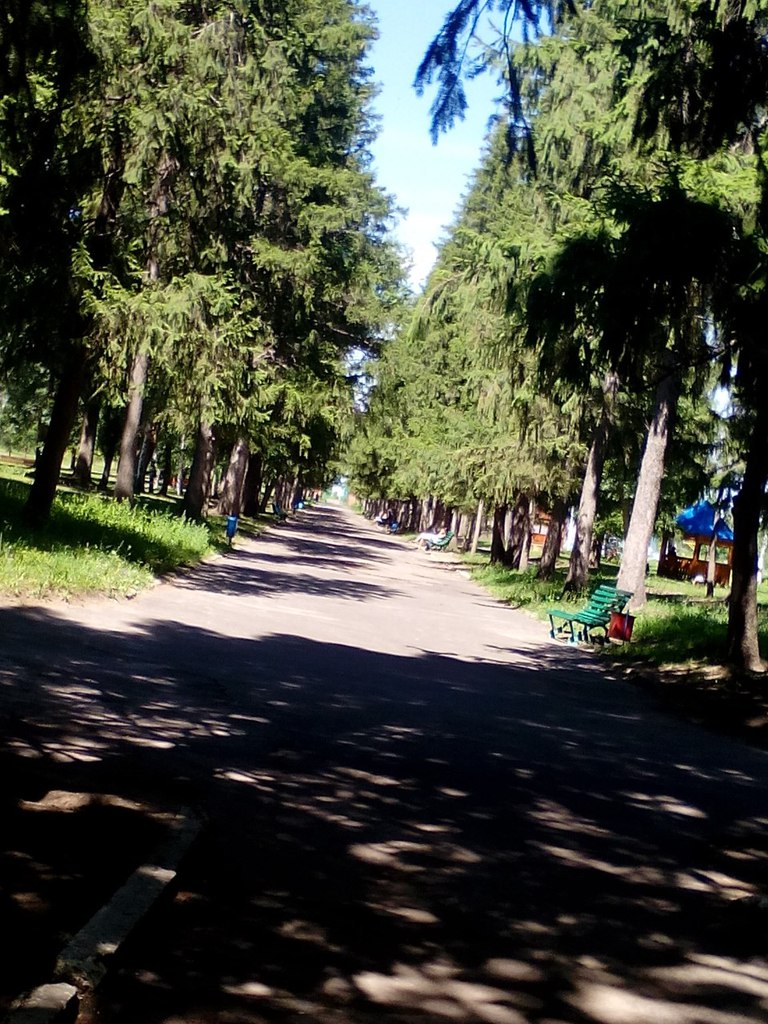
Санаторий Пады